# Conquesta romana d'Hispània
La conquesta romana d'Hispània es va iniciar el 218 aC.
Abans de la Primera Guerra Púnica els cartaginesos havien fet acte de presència en una part de la península Ibèrica al sud de l'Ebre, encara que el seu domini es limitava a Gades i Eivissa.

## Primera Guerra Púnica
La família cartaginesa dels Barca va iniciar després de la guerra, la submissió efectiva que es va estendre a una bona part de la península, sobretot al sud i al llevant, submissió aconseguida mitjançant tributs, aliances, matrimonis o per la força.

## Segona Guerra Púnica

Mapa d'operacions de la II Guerra Púnica

La segona guerra entre l'Imperi Cartaginès i la República de Roma es va iniciar per la disputa sobre l'hegemonia de la ciutat edetana d'Arse, presumptament aliada a Roma, o governada per un partit favorable a Roma (encara que situada probablement en el territori d'influència cartaginesa). Després la guerra va continuar amb l'expedició d'Hanníbal a Itàlia.
Roma va enviar a Hispània tropes sota el comandament de Gneu Corneli Escipió Calvus i Publi Corneli Escipió. Els Escipions formaven part de la gens Cornèlia. Van adoptar l'apel·latiu d'Escipió (Scipio 'bastó') perquè el pare de família, Luci Corneli Balb, era vell i cec, i el seu fill Luci era el seu suport o bastó (scipio), i per això va rebre aquest sobrenom. L'esmentat fill va ser cònsol el 259 aC i va conquerir Alàlia i part de Còrsega.
Empúries va ser el punt de partida de Roma a la península. La seva primera missió va ser cercar aliats entre els ibers. Va aconseguir signar alguns tractats d'aliança amb caps tribals ibers de la zona costanera, però probablement no va aconseguir atreure a la seva causa a la majoria. Se sap que la tribu dels ilergets, una de les més importants al nord de l'Ebre, era aliada dels cartaginesos. Escipió va sotmetre mitjançant tractat o per la força la zona costanera al Nord de l'Ebre, incloent-hi la ciutat de Tàrraco, on va establir la seva residència.
El primer combat important entre cartaginesos i romans va tenir lloc en la batalla de Cissa (218 aC) probablement prop de Tàrraco, encara que s'ha pretès identificar-la amb Guissona, a Lleida. Els cartaginesos, al comandament de Hannó, van ser derrotats per les forces romanes al comandament del mateix Gneu Corneli Escipió. El cabdill dels ilergets, Indíbil, que combatia en el bàndol cartaginès, va ser capturat. Però quan la victòria de Gneu era un fet, va arribar Hasdrúbal Barca, germà d'Hanníbal i fill d'Amílcar Barca, amb reforços, i va dispersar els romans, per bé que sense derrotar-los. Hasdrúbal va destrossar la flota romana, però com que només comptava amb uns nou mil homes va reembarcar cap a Cartago Nova (Cartagena), i els romans van tornar a la seva base principal, la ciutat de Tàrraco.
El 217 aC la flota de Gneu Escipió va vèncer la d'Hasdrúbal Barca en la batalla del riu Ebre. Hasdrúbal avançava per terra mentre la flota estava al comandament de Himilcó. Però sorpreses les naus cartagineses, Hasdrúbal va haver de tornar a Cartago Nova. Atacat i vençut pels celtibers al servei de Roma, només va poder salvar-se gràcies als reforços arribats de l'Àfrica. Poc després van arribar reforços romans procedents d'Itàlia, al comandament de Publi Escipió, germà de Gneu, i els romans van poder avançar fins a Arse, dita també Saguntum.
A Gneu i Publi Escipió cal atribuir-los la fortificació de Tàrraco i l'establiment d'un port militar. La muralla de la ciutat es construí probablement sobre una muralla anterior, anomenada Ciclòpia; s'hi aprecien marques de picapedrers ibèrics, car per a la construcció es va utilitzar segurament mà d'obra local.

Principals batalles de la II Guerra Púnica

El 216 aC Gneu i Publi Escipió van combatre contra els ibers, probablement amb tribus del sud de l'Ebre. Els atacs d'aquests ibers van ser rebutjats. El 215 aC els cartaginesos van rebre reforços al comandament de Himilcó, i es va donar un nou combat, pel que sembla prop d'Amposta o la Ràpita, en l'anomenada batalla d'Ibera en la qual els romans van obtenir la victòria.
La rebel·lió de Sifax a Numídia (Alger i Orà) contra Cartago, en combinació amb Roma, va obligar Hasdrúbal a tornar a Àfrica amb les seves millors tropes (214 aC) deixant el camp lliure en Hispània als romans. Hasdrúbal Barca, ja a Àfrica, va obtenir el suport de l'altre rei númida, Gala, senyor de la regió de Constantina, i amb ajuda d'aquest (i del fill de Gala, Masinissa I), va derrotar Sifax.
El 211 aC Hasdrúbal Barca va retornar a la península. L'acompanyava Masinissa amb els seus guerrers númides. Les forces cartagineses es van estructurar en tres exèrcits, manats respectivament per Hasdrúbal Barca, per Hasdrúbal fill de Giscó (Giscó fou un destacat general cartaginès a la Primera Guerra Púnica), i per Magó fill d'Amílcar.
Els romans també es van organitzar en tres grups, manats per Gneu Escipió (enfront d'Hasdrúbal Barca), Publi Escipió (enfront d'Hasdrúbal, fill de Giscó i enfront de Magó), i Tit Fonteu (amb les forces més enllà de l'Ebre). Hasdrúbal fill de Giscó, i Magó, recolzats pel númida Masinissa, van vèncer Publi Escipió, que va resultar mort. Gneu Escipió va haver de retirar-se en desertar els mercenaris celtibers, als quals Hasdrúbal Barca va oferir una summa més gran que la pagada per Roma (i va aconseguir amb això la seva retirada). Gneu va morir durant la retirada, i els cartaginesos estaven a punt de passar el riu Ebre quan un oficial anomenat Gai Marci Sèptim, elegit com general per les tropes, els va rebutjar. L'escenari d'aquests combats és incert, però sabem que Indíbil combatia de nou amb els cartaginesos. El combat va tenir lloc el 211 aC.
El 210 aC una expedició sota el comandament del nou procònsul Gai Claudi Neró, va aconseguir capturar a Hasdrúbal Barca, però aquest va trair la seva paraula i va fugir deshonrosament.
El Senat romà va decidir trametre un nou exèrcit a l'Ebre, per evitar el pas de l'exèrcit cartaginès cap a Itàlia. El comandament d'aquest exèrcit va ser confiat a Publi Corneli Escipió, fill del general del mateix nom, mort en combat el 211 aC. El 209 aC va sortir cap a Hispània del port d'Òstia amb deu mil infants i mil cavalls, i una flota de 30 quinquerremes al comandament del seu amic i conseller Gai Leli, acompanyant-los el nou procònsol Marc Juni Silà, successor designat de Claudi Neró. Publi va desembarcar a Empúries, i immediatament es va dirigir a Tarraco.

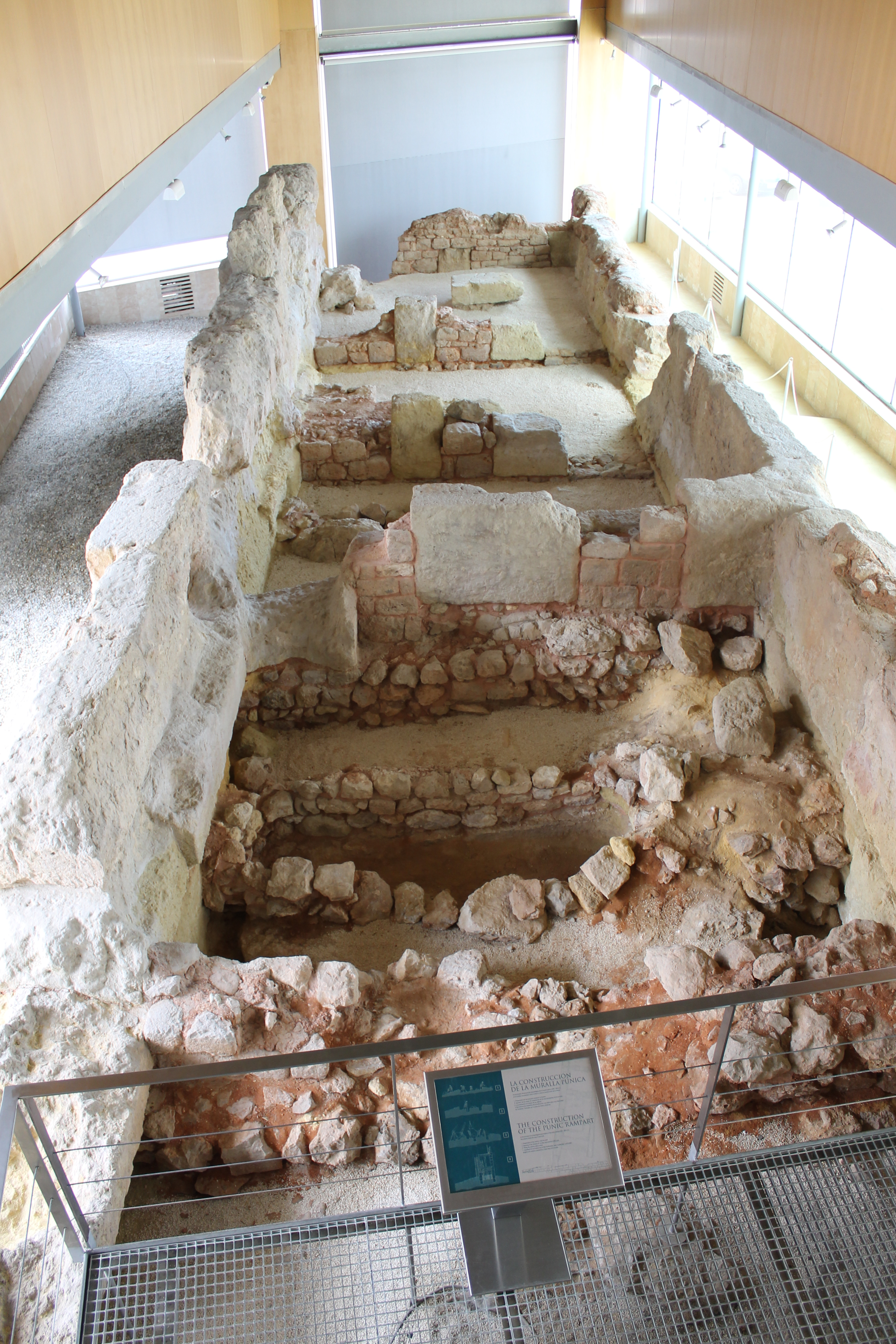
Restes de la muralla púnica de Cartagena

A la seva arribada els tres exèrcits cartaginesos estaven situats així: l'exèrcit d'Hasdrúbal Barca tènia les seves posicions a la zona del naixement del Tajo; l'exèrcit d'Hasdrúbal fill de Giscó se situava a Lusitània, prop de l'actual Lisboa; i l'exèrcit de Magó quedava ubicat en l'estret de Gibraltar. Publi Escipió, en un cop audaç, va deixar desguarnit l'Ebre, i va atacar Cartago Nova per terra i mar. La capital púnica peninsular, dotada d'una guarnició insuficient sota el comandament d'un cap anomenat també Magó, va haver de cedir, i la ciutat va quedar ocupada pels romans. Publi Escipió va tornar a Tarraco abans que Hasdrúbal pogués traspassar les desguarnides línies de l'Ebre. Després d'aquesta audaç operació una bona part de la Hispània Ulterior es va sotmetre a Roma. Publi Escipió va saber atraure's a diversos cabdills ibers, fins aleshores aliats dels cartaginesos, com Edecó (enemistat amb Cartago des que la seva dona i els seus fills van ser presos com a ostatges), Indíbil (per la mateixa causa), i Mandoni (afrontat per Hasdrúbal Barca).
L'hivern del 209 al 208 aC, Publi Escipió va avançar cap al sud, i va xocar amb l'exèrcit d'Hasdrúbal Barca (que al seu torn avançava cap al nord) prop de Baeza, al poblet de Baecula. Publi Escipió es va atribuir la victòria (la qual cosa és dubtosa), però, si tal va ser el cas, no va aconseguir impedir que Hasdrúbal Barca seguís l'avanç cap al nord amb la major part de les seves tropes. En el seu avanç cap al nord Hasdrúbal va arribar als passos occidentals pirinencs.
Hasdrúbal va acampar al sud de les Gal·lies, i després va passar a Itàlia (209 aC). El 208 aC Magó, el fill d'Amílcar, es va retirar amb les seves forces a les illes Balears, i Hasdrúbal, el fill de Giscó, es va mantenir a Lusitània. El 207 aC, reorganitzats els cartaginesos, i amb reforços procedents d'Àfrica sota el comandament de Hannó, van poder recobrar la major part del sud de la península. Després de sotmetre Hannó aquesta zona, va tornar Magó amb les seves forces, i es va traslladar a la zona d'Hasdrúbal fill de Giscó. Però poc després les forces de Hannó i de Magó van ser derrotades per l'exèrcit romà manat per Juni Silà. Hannó va ser capturat, i Hasdrúbal fill de Giscó, i Magó, van haver de fortificar-se a les principals places fortes.
Hasdrúbal fill de Giscó, i Magó, van rebre nous reforços des d'Àfrica (206 aC), i van reclutar un contingent d'indígenes, presentant batalla als romans a la mateixa aldea de Baecula, pròxima a l'actual Baeza, on ja es va lliurar una batalla l'hivern del 210 al 209 aC, però en aquesta ocasió Publi Escipió fill va obtenir una clara victòria. Magó i Hasdrúbal fill de Giscó es van refugiar a Gades, i Publi Escipió va quedar amo de tot el sud peninsular, i va poder travessar cap a l'Àfrica on es va entrevistar amb el rei númida Sifax, que abans l'havia visitat a Hispània (206 aC).
Una malaltia de Publi Escipió va ser aprofitada per una unitat de l'exèrcit per amotinar-se en demanda de sous endarrerits, i això, al seu torn, va ser aprofitat pels Ilergets i altres tribus ibèriques per rebel·lar-se, al comandament dels cabdills Indíbil (dels ilergets) i Mandoni (dels ausetans), rebel·lió adreçada essencialment contra els procònsols Luci Corneli Lèntul i Luci Manli. Publi Escipió va apaivagar el motí posant un final sagnant a la revolta dels ibers. Mandoni va ser pres i executat (205 aC); Indíbil va aconseguir escapar.
Magó i Hasdrúbal fill de Giscó van abandonar Gades amb tots els seus vaixells i les seves tropes per acudir a Itàlia en suport d'Hanníbal, i després de la sortida d'aquestes forces, Roma va quedar en possessió de tot el sud d'Hispània (205 aC). Roma dominava ara dels Pirineus a l'Algarve, seguint la costa i cap a l'interior el domini romà arribava fins a Osca, i d'allà cap al sud fins a l'Ebre i per l'est fins al mar.

## Revolta de 197 aC

Hispania Citerior

Des del 197 aC la península Ibèrica sotmesa a Roma va quedar dividida en dues províncies: la Hispània Citerior, al nord (la futura Tarraconense, amb Tàrraco per capital), i la Hispània Ulterior (al sud), el govern de les quals correspondria a dos procònsols (anomenats també pretors o propretores) bi-anuals (el que sovint va resultar incomplet).
El mateix 197 aC la província Citerior va ser teatre d'una rebel·lió, que el procònsol Quint Minuci va tenir dificultats per controlar. La província Ulterior va escapar del control de Roma, morint el seu governador Gai Semproni Tudità. Roma va haver d'enviar (195 aC) al cònsol Marc Porci Cató Censorí.
Quan va arribar a Empúries va trobar tota la província Citerior en rebel·lia, amb les forces romanes controlant només algunes ciutats fortificades. Cató va vèncer els rebels l'estiu d'aquell mateix any i va recobrar la província però no va aconseguir atraure's als seus naturals, ni als celtibers que actuaven com mercenaris de qui requeria els seus serveis. Però la submissió dels indígenes era aparent, i quan va córrer el rumor de la sortida de Cató cap a Itàlia, la rebel·lió es va reprendre. Cató va actuar amb decisió, va vèncer els revoltats i va vendre als captius com esclaus. Tots els indígenes de la província van ser desarmats.

## Conquesta de Celtibèria
La conquesta de la zona central de la península, la regió anomenada Celtibèria, es va emprendre el 181 aC per Quint Fulvi Flac, que va vèncer els celtibers i va sotmetre alguns territoris, però l'empresa va ser obra principalment de Tiberi Semproni Grac (179 a 178 aC) que va conquerir trenta ciutats i poblets, algunes mitjançant pactes i altres valent-se de la rivalitat dels celtibers amb els vascons situats més al nord, amb els quals probablement va concertar les aliances necessàries per facilitar la dominació romana a la regió de Celtibèria. Tiberi Semproni Grac va construir sobre la ciutat ja existent d'Ilurcis la nova ciutat de Graccurris, Graccuris o Graecuris (probablement l'actual Alfaro, a la Rioja, o la ciutat de Corella a Navarra), d'estructura romana, on sembla que van ser assentats grups celtibers organitzats en bandes errants, cap al 179 aC. Es creu que la fundació d'aquesta ciutat tenia la finalitat de la civilització de la zona celtibèrica i la difusió de la cultura romana. La conquesta de les tribus celtiberes es va acabar amb el Setge de Numància.

## Conquesta de Lusitània
Marc Fulvi Nobílior va combatre altres revoltes i va emprendre després la conquesta de Lusitània, amb dues destacades victòries: el 189 aC l'obtinguda pel procònsol Luci Emili Paule i el 185 aC l'obtinguda pel pretor o procònsol Gai Calpurni Pisó (aquesta última més que dubtosa).